# Theridion senckenbergi
Theridion senckenbergi là một loài nhện trong họ Theridiidae.
Loài này thuộc chi Theridion. Theridion senckenbergi được Herbert Walter Levi miêu tả năm 1963.